# Great Falls (Carolina del Sud)
Great Falls è un comune degli Stati Uniti d'America, situato in Carolina del Sud, nella Contea di Chester.